# L'Instinct
Pour la chanson de Johnny Hallyday, voir L'Instinct (chanson).
Pour plus de détails, voir Fiche technique et Distribution.
L'Instinct est un film français réalisé par André Liabel et Léon Mathot d'après l'œuvre d'Henry Kistemaeckers fils, sorti en 1930.

## Fiche technique
- Réalisation : André Liabel et Léon Mathot
- Scénario : Pierre Maudru[1] d'après une pièce d'Henry Kistemaeckers fils
- Production :  Franco Films, Paris International Film
- Photographie : René Gaveau, Paul Briquet[1]
- Date de sortie: 4 avril 1930

## Distribution
- Léon Mathot
- Madeleine Carroll
- André Marnay
- Irène Brillant
- Gil Roland